# OpenLeaks
OpenLeaks (от на английски: open – открит и leak – изтичане) е международен социално-мрежов проект, създаден от бивши колеги на Джулиан Асандж от WikiLeaks. 
На OpenLeaks е създадена възможността за анонимно редактиране на статии с използване на нови технологии, посредством усъвършенстване на техническата база и гарантирана демократичност в управлението на сайта.

## Разногласия с WikiLeaks
Причина за разногласията в колектива на WikiLeaks става недоволството на няколко участника в портала – Даниел Домшайт Берг, Хербърт Снорасо и други, поради методите на управление на Джулиан Асандж, които те наричат „тиранични“.
Скандалът около WikiLeaks се разразява след публикуване на сайта дипломатическата кореспонденция на САЩ. Започва преследване на създателите и сътрудниците на сайта и за да се защитят в бъдеще, те решават да се оттеглят от WikiLeaks и да създадат свой сайт наречен Openleaks.

## Адреси на OpenLeaks
Основателите на OpenLeaks регистрират на 17 септември 2010 г. домейните OpenLeaks.org и OpenLeaks.net. 